# Disillusion (canción de ABBA)
«Disillusion» es una balada del grupo pop ABBA, de su primer álbum Ring Ring (1973). Es notable porque fue la única canción de ABBA que dio crédito como compositora a Agnetha Faltskog.. Ella, a diferencia de Anni-Frid Lyngstad, era compositora y cantante, carrera en la que había incursionado antes de su ingreso a ABBA. Ella escribió la música, y la letra fue añadida por el también miembro de ABBA, Björn Ulvaeus.

## Composición
Esta es la primera y única pista de Faltskog como vocalista principal hasta "The Winner Takes It All" en 1980. (La canción "My Love, My Life" tiene coros hechos por Fältskog.). La pista tiene "escasa instrumentación", y la canción no tiene armonías de los otros miembros de ABBA. Esta canción es diferente a la versión sueca que ella grabó para su álbum solista en 1975 "Elva kvinnor i ett hus" (once mujeres en una casa). La canción fue producida por Faltskog y titulada "Mina Ogon"; la cual fue "mucho más ambiciosa".
A pesar de que escribió varios éxitos suecos durante su carrera de solista, Faltskog no creía que sus composiciones eran adecuadas para los álbumes de ABBA . Sin embargo, aunque éste sea su único crédito como compositora que aparece en un álbum ABBA, también coescribió una canción que ABBA tocó en su concierto, "I'm Still Alive"; las grabaciones de este concierto a menudo aparece como piratería . La canción es una balada folk-pop similar a Disillusion.